# Tamopsis tweedensis
Tamopsis tweedensis là một loài nhện trong họ Hersiliidae. T. tweedensis được miêu tả năm 1987 bởi Martin Baehr & Barbara Baehr.